# Israel Hasson

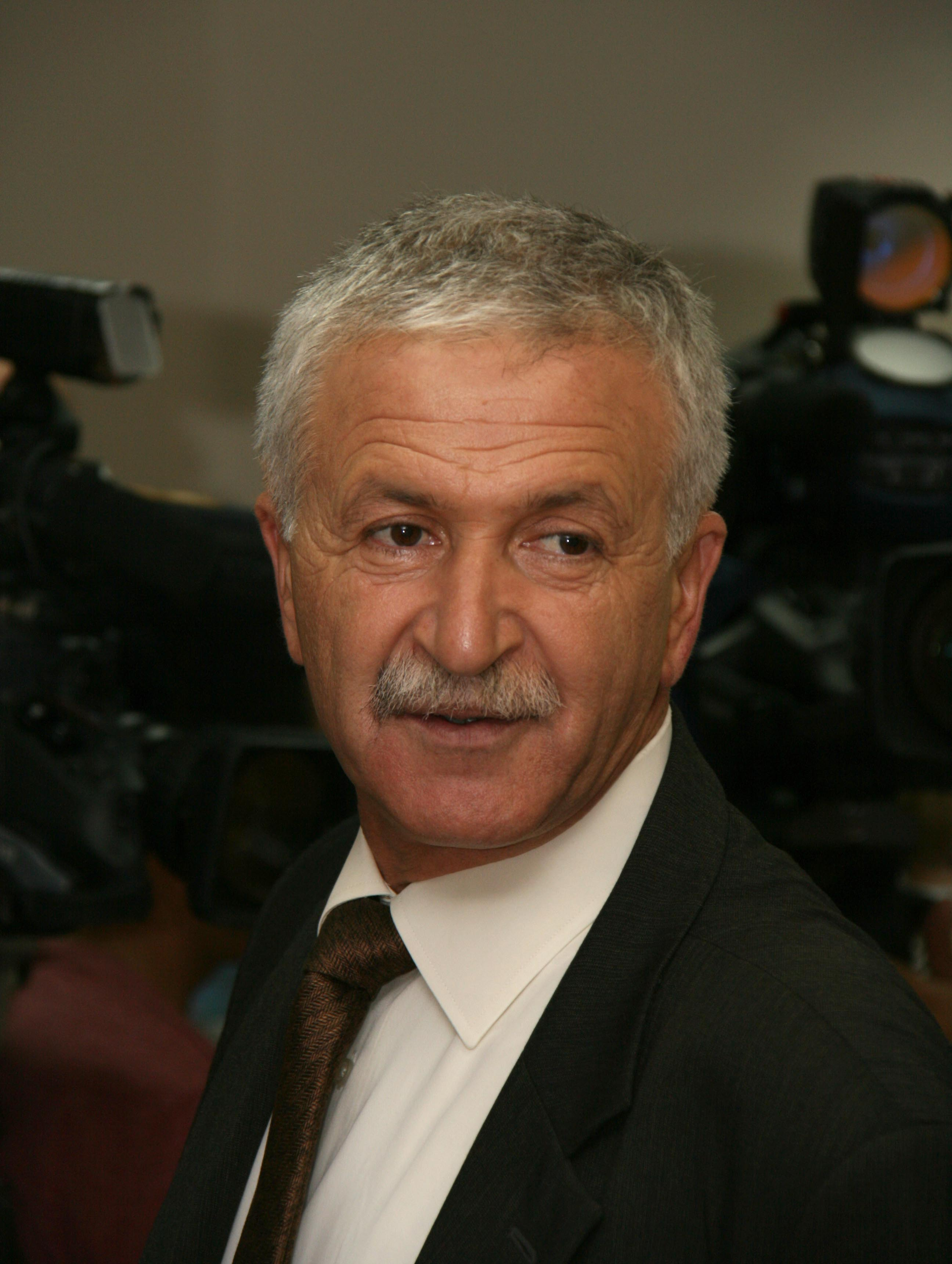
Israel Hasson

Israel Hasson (hebräisch ישראל חסון‎; * 27. April 1955 in Damaskus, Syrien) ist ein israelischer Politiker und ehemaliger stellvertretender Direktor des israelischen Inlandsgeheimdienstes Schin Bet (שב). Hasson war (bis 2014) Mitglied der Knesset, des israelischen Parlaments.

## Leben und Werk
Israel Hasson wurde in Syrien geboren, seine Familie emigrierte aber nach Israel, als er 7 Jahre alt war. Er gehörte fast 23 Jahre dem israelischen Inlandsgeheimdienst Schin Bet in diversen Positionen an und war beispielsweise für die Rekrutierung neuer Agenten als auch als Kommandeur diverser militärischer Operationen tätig, für deren Gelingen er mehrfach ausgezeichnet wurde. Daneben fungierte er auch als israelischer Nahost-Gesandter, nahm an Verhandlungen zum Wye-Abkommen teil, beteiligte sich an Vereinbarungen zum Status von Taba und Hebron und begleitete den israelischen Ministerpräsidenten Ehud Barak bei einem Treffen mit PLO-Führer Jassir Arafat zur Lösung des israelisch-palästinensischen Konfliktes in Camp David.
Von 1997 bis 1999 wurde er schließlich unter Ami Ajalon zum stellvertretenden Direktor des Nachrichtendienstes ernannt. Nachdem Avi Dichter im Jahr 2000 zum neuen Chef von Schin Bet berufen worden war, trat Hasson von seinem Amt zurück und gründete eine Energiegesellschaft.
2006 wurde er als Kandidat von Jisra’el Beitenu in die 17. Knesset gewählt.
Für heftige Kontroversen sorgte er Ende April 2007, als er die jüdische Bevölkerung Israels anlässlich des 59. Unabhängigkeitstages vor einen gewaltsamen, möglichen Konflikt mit der arabischen Bevölkerung warnte. Wörtlich sprach er von einem „neuen Unabhängigkeitskrieg“.
2008 wechselte er zur Kadima.
Im Dezember 2014 schied er aus der Knesset aus und wurde Leiter der Israel Antiquities Authority. Dieses Amt hatte er bis 2020 inne.